# 1988년 하계 올림픽 오스트리아 선수단
1988년 하계 올림픽 오스트리아 선수단은 대한민국 서울에서 개최된 1988년 하계 올림픽에 참가한 올림픽 오스트리아 선수단이다.

## 출전 선수
| 종목    | 남자 | 여자 | 전체 |
| ------- | ---- | ---- | ---- |
| 육상    | 9    | 1    | 10   |
| 복싱    | 1    | –    | 1    |
| 사이클  | 7    | 0    | 7    |
| 다이빙  | 2    | 0    | 2    |
| 승마    | 2    | 0    | 2    |
| 펜싱    | 5    | 0    | 5    |
| 체조    | 0    | 1    | 1    |
| 유도    | 3    | –    | 3    |
| 근대5종 | 1    | –    | 1    |
| 조정    | 5    | 0    | 5    |
| 요트    | 8    | 0    | 8    |
| 사격    | 7    | 4    | 11   |
| 수영    | 6    | 0    | 6    |
| 탁구    | 2    | 0    | 2    |
| 테니스  | 2    | 1    | 3    |
| 역도    | 1    | –    | 1    |
| 레슬링  | 5    | –    | 5    |
| 전체    | 66   | 7    | 73   |

## 같이 보기
- 올림픽 오스트리아 선수단

## 참고 자료
- (영어) “Austria at the 1988 Seoul Summer Games”. SR/Olympic Sports. 2008년 12월 8일에 원본 문서에서 보존된 문서. 2011년 10월 14일에 확인함.